# Petr Vittek
Petr Vittek (* 14. srpna 1991 Strakonice) je český pedagog a politik, v roce 2015 krátce místopředseda politické strany Věci veřejné, v letech 2010 až 2017 zastupitel obce Předslavice.

## Život
Po absolvování přírodovědného lycea na SŠ a JŠ Volyně (mat. ročník 2010) vystudoval v letech 2010 až 2014 bakalářský obor biologie na Přírodovědecké fakultě Jihočeské univerzity v Českých Budějovicích. V letech 2014 až 2017 vystudoval na téže fakultě navazující magisterský obor vegetační ekologie (získal titul Mgr.).
Působil také na Střední škole a Jazykové škole s právem státní jazykové zkoušky Volyně. Žije v obci Předslavice.

## Politické působení
Do politiky vstoupil, když byl v komunálních volbách v roce 2010 zvolen jako nezávislý za subjekt Sdružení nezávislých kandidátů Předslavice zastupitelem obce Předslavice na Strakonicku. Mandát zastupitele obce pak obhájil ve volbách v roce 2014, když kandidoval jako člen VV (do strany vstoupil v roce 2013) na kandidátce subjektu Pro lepší obec (tj. nezávislí kandidáti a VV). Působí jako člen Finančního výboru.
Po volbách do Poslanecké sněmovny PČR v roce 2013 působil krátce také jako asistent poslance PČR Karla Pražáka (nestr., býv. člen VV), se kterým se po neshodách ve straně rozešel.
Ve volbách do Evropského parlamentu v roce 2014 kandidoval na 24. místě kandidátky Věcí veřejných, ale neuspěl. V lednu 2015 byl kooptován do předsednictva VV na post místopředsedy. Tuto pozici zastával do poloviny července 2015, kdy se strana přeměnila na spolek a tím de facto zanikla.
Dne 24. března 2017 podal z důvodů nesouhlasu ve směřování a fungování obce rezignaci na post zastupitele. Společně s ním odstoupil i jeho kolega Mgr. Jiří Hůla a všichni náhradníci ze stejné kandidátní listiny Pro lepší obec.